# Breeja Larson
Breeja Larson (* 16. April 1992 in Mesa, Arizona) ist eine ehemalige Schwimmerin aus den Vereinigten Staaten. Sie gewann bei Olympischen Spielen und bei Weltmeisterschaften jeweils eine Goldmedaille.

## Sportliche Karriere
Breeja Larson besuchte die Mountain View High School und schwamm für den Mesa Aquatics Club. Von 2010 bis 2014 studierte sie an der Texas A&M University und schwamm für deren Sportteam. Nach ihrer Graduierung war die 1,83 Meter große Spezialistin im Brustschwimmen als Profi im Weltcup unterwegs.
2012 bei den Olympischen Spielen in London trat Larson zunächst über 100 Meter Brust an. Sie schwamm die viertbeste Zeit in Vorlauf und Halbfinale. Im Endlauf schlug sie als Sechste an mit einer halben Sekunde Rückstand auf Bronze. Olympiazweite wurde ihre Landsfrau Rebecca Soni. In der 4-mal-100-Meter-Lagenstaffel erreichten Rachel Bootsma, Breeja Larson, Claire Donahue und Jessica Hardy das Finale mit der viertschnellsten Vorlaufzeit. Im Endlauf waren Missy Franklin, Rebecca Soni, Dana Vollmer und Allison Schmitt fast sieben Sekunden schneller als die Vorlaufstaffel und stellten in 3:52,05 Minuten einen neuen Weltrekord auf. Wie seit 1984 üblich erhielten alle acht beteiligten Schwimmerinnen aus den Vereinigten Staaten eine Goldmedaille.
Im Jahr darauf bei den Weltmeisterschaften 2013 in Barcelona wurde Larson Fünfte über 100 Meter Brust. Über 200 Meter Brust schied sie im Halbfinale aus. Mit 0,15 Sekunden Rückstand auf ihre drittplatzierte Landsfrau Jessica Hardy wurde Larson Vierte über 50 Meter Brust. In der 4-mal-100-Meter-Lagenstaffel schwammen Elizabeth Pelton, Breeja Larson, Claire Donahue und Shannon Vreeland die schnellste Vorlaufzeit. Im Endlauf gewannen Missy Franklin, Jessica Hardy, Dana Vollmer und Megan Romano mit fast zwei Sekunden Vorsprung vor den Australierinnen und waren dabei fünf Sekunden schneller als ihre Landsfrauen im Vorlauf. 2014 nahm Larson an den Pan Pacific Swimming Championships in Gold Coast teil. Über 100 Meter Brust wurde sie Dritte hinter Jessica Hardy und der Japanerin Kanako Watanabe. Auf der 200-Meter-Brust-Strecke schlug Larson als Sechste an. 2015 schied Larson bei den Weltmeisterschaften in Kasan im Vorlauf über 200 Meter Brust aus. Danach konnte sie sich nicht mehr für die Teilnahme an internationalen Meisterschaften qualifizieren, war aber noch bis 2019 im Weltcup und 2020 in der Profiserie aktiv.